# Карел Стрејкен
Карел Струјикен (енгл. Carel Struycken; Хаг, 30. јул 1947) холандски је глумац.